# Вальтер Вальберг
Вальтер Вальберг (24 березня 2000) — шведський фристайліст, спеціаліст із могулу, олімпійський чемпіон 2022 року.

## Спортивні результати

### Виступи на Олімпійських іграх
| Рік  | Місце проведення          | Могул |
| ---- | ------------------------- | ----- |
| 2018 | Пхьончхан, Південна Корея | 21    |
| 2022 | Пекін, Китай              | 1     |

### Виступи на чемпіонатах світу
| Рік  | Місце проведення       | Могул | Паралельний могул |
| ---- | ---------------------- | ----- | ----------------- |
| 2017 | Сьєрра-Невада, Іспанія | 44    | 29                |
| 2019 | Дір-Веллі, США         | 9     | 4                 |
| 2023 | Бакуріані, Грузія      | 3     | 2                 |

### Кубок світу
| Сезон   | Дата            | Місце проведення             | Дисципліна        | Місце |
| ------- | --------------- | ---------------------------- | ----------------- | ----- |
| 2016–17 | 21 січня 2017   | Сен-Ком, Канада              | могул             | 3     |
| 2018–19 | 7 грудня 2018   | Рука, Фінляндія              | могул             | 3     |
| 2018–19 | 12 січня 2019   | Калгарі, Канада              | могул             | 2     |
| 2018–19 | 18 січня 2019   | Лейк-Плесід, США             | могул             | 2     |
| 2018–19 | 2 березня 2019  | Шимбулак, Казахстан          | могул             | 3     |
| 2019–20 | 7 грудня 2019   | Рука, Фінляндія              | могул             | 3     |
| 2019–20 | 1 лютого 2020   | Калгарі, Канада              | могул             | 2     |
| 2019–20 | 8 лютого 2020   | Дір-Веллі, США               | паралельний могул | 3     |
| 2021–22 | 18 грудня 2021  | Альп д'Юез, Франція          | паралельний могул | 2     |
| 2021–22 | 7 січня 2022    | Мон-Трамблан, Канада         | могул             | 2     |
| 2021–22 | 8 січня 2022    | Мон-Трамблан, Канада         | могул             | 2     |
| 2021–22 | 14 січня 2022   | Дір-Веллі, США               | могул             | 3     |
| 2021–22 | 12 березня 2022 | К'єза-ін-Вальмаленко, Італія | паралельний могул | 3     |
| 2021–22 | 18 березня 2022 | Межев, Франція               | могул             | 3     |
| 2022–23 | 10 грудня 2022  | Ідре, Швеція                 | могул             | 3     |
| 2022–23 | 17 грудня 2022  | Альп д'Юез, Франція          | паралельний могул | 3     |
| 2022–23 | 27 січня 2023   | Сен-Ком, Канада              | могул             | 2     |
| 2022–23 | 28 січня 2023   | Сен-Ком, Канада              | паралельний могул | 1     |
| 2022–23 | 4 лютого 2023   | Дір-Веллі, США               | паралельний могул | 3     |

Оновлення 19 лютого 2023.